# Теория всего (философия)
Теория всего в философии — термин для обозначения всеобъемлющей философской концепции, описывающей природу или бытие всего сущего. Термин «теория всего» позаимствован из физики, в которой на протяжении длительного времени ведутся попытки построения теории, описывающей все известные фундаментальные взаимодействия. Философская теория всего, по мнению ряда философов, должна отвечать на такие вопросы, как «Почему постижима реальность?», «Почему законы природы именно таковы?», «Почему что-либо вообще существует?» и т. д..

## Подходы к созданию теории в различных философских системах
Попытки создания единой философской «теории всего» можно найти ещё в трудах Платона и Аристотеля. Новый импульс к созданию теории дала философия Нового времени, прежде всего — метафизика XVII—XVIII веков. Стремление к созданию целостной философской картины мира прослеживается в трудах Р. Декарта, Б. Спинозы, «Монадологии» Г. Лейбница, а также философской системе Гегеля и философии процесса А. Уайтхеда. В настоящее время подходы к выработке теории всего предпринимаются в рамках структурно-системной философии, в частности в работах Лоренца Пантела «Структура и бытие» (англ. Structure and Being, 2008) и «Бытие и бог» (англ.  Being and God, 2011) и Алана Уайта, «На пути к философской теории всего» (англ. Toward a Philosophical Theory of Everything, 2014), но ни одна из них не может претендовать на построение завершённой теории.
Существует также точка зрения, что разработка теории всего лежит вне круга философских проблем, а является задачей естественных наук. Стивен Хокинг в своей книге «Краткая история времени», где приводится всего лишь одна математическая формула E=mc², отмечал, что даже если бы у нас была теория всего, она вовсе не обязательно должна представлять собой набор уравнений. «Что вдыхает огонь в уравнения и делает Вселенную для того, чтобы быть описанной ими?».

## Подход Николаса Решера

### Свойства и противоречие самообоснования
Свой подход к разработке философской теории всего предложил американский философ Николас Решер в работе «Цена окончательной теории» (англ. The Price of an Ultimate Theory), впервые опубликованной в 2000 году. В ней Решер формулирует свою точку зрения на набор свойств, которыми должна обладать теория всего и описывает противоречие на пути создания такой теории.

### Свойства

#### Принцип достаточного основания
В качестве предпосылки берётся принцип достаточного основания, который в формулировке Решера гласит, что каждый факт t имеет объяснение t':
{\displaystyle \forall t\,\exists t'\,(t'\ E\ t)}
где Е — предикат объяснения, таким образом t' E t означает «t' объясняет t».

### Полнота
Далее, Решер утверждает, что наиболее прямым и естественным путём построения теории всего Т * было бы использование двух важнейших функций: полноты и окончательности. Полнота означает, что там, где есть факт t , Т * даёт ему объяснение:
{\displaystyle \forall t\,(T^{*}\ E\ t)}.

### Окончательность
Окончательность означает, что в качестве «окончательной теории» , Т * не имеет более глубокого объяснения:
{\displaystyle \forall t\,((t\ E\ T^{*})\to (t=T^{*}))}
и, таким образом, что единственным возможным объяснением T * является сама T *.

### Нецикличность
Решер отмечает, что проблематично развернуть теорию для собственного объяснения; сутью адекватности объяснения, по его мнению, является принцип нецикличности — то есть ни один факт не может объяснить сам себя:
{\displaystyle \nexists t\,(t\ E\ t)}.

#### Противоречие
Таким образом, возникает противоречие: два важнейших принципа теории Всего, полнота и завершённость, противоречит основополагающему принципу нецикличности. Решер приходит к выводу, что любой учёный, разрабатывающий теорию всего, должен отбросить принцип нецикличности. Но в таком случае, спрашивает Решер, каким образом теория может адекватно обосновать сама себя?

### Пути развития
В работе «Цена окончательной теории» Решер предлагает «раздвоить» концепцию объяснения таким образом, чтобы факт можно было объяснить либо «деривационно» (через «пути», которые ведут к нему), либо «системно» (через последствия, которые вытекают из него). В «деривационном» подходе, факт t объясняется через включение в категорию более фундаментального факта t" . В «системном» подходе факт t объясняется, когда он ведёт к наилучшим последствиям, которые могут быть измерены — единообразие, простота, связность, и другим критериям системной интеграции . Решер приходит к выводу, что теория всего не может быть объяснена «деривационно» (поскольку более глубоких категорий не может существовать), но может быть объяснена «системно» способностью интегрировать собственные следствия.
В своей книге 1996 года «Сознающий разум» (англ. Conscious Mind), Дэвид Чалмерс утверждает, что теория всего должна объяснять феномен сознания, и, поскольку сознание не сводится к физическим явлениям, фундаментальная физическая теория не может быть теорией всего. По его мнению, по-настоящему окончательная теория, должна включать не только физические свойства и законы, но и феноменологические свойства и психофизические законы, объясняющие связь между физическими процессами и сознательным опытом. Он приходит к выводу, что если создать фундаментальную теорию сознания в дополнение к фундаментальной физической теории в физике, то тогда мы действительно можем получить теорию всего. Чалмерс считает, что разработка такой теории будет непростой, но это должно быть в принципе возможно.
В эссе «Пролегомены к любым будущим философиям» (англ. Prolegomena to Any Future Philosophy), опубликованном в 2002 году в «Журнале эволюции и технологий», Марк Уокер рассматривает вопрос, как примирить «очевидную конечность человека» с тем, что он называет «традиционным телом философии — объединение мышления и бытия, чтобы прийти к абсолютному знанию в конечной теории всего». Он противопоставляет два подхода к решению этого вопроса: «дефляционный» подход, при котором философия «сокращена до чего-то более человеческого» и все отказались от попыток построения теории всего, и «инфляционный», или трансгуманистический подход, при котором философы с помощью передовых технологий «расширили» свой разум до уровня «сверхразумных существ», чтобы разработать эту теорию.

## Критика
В работе «Целостное объяснение и идея теории большого объединения», первоначально представленной в виде лекции в 1998 году, Решер выделяет два типа критики идеи теории всего: редукционизм и позиция отрицания. Редукционистский подход исходит из того, что столь масштабные философские вопросы могут быть осмысленно решены только тогда, когда делятся на несколько меньших компонентов, в то время как позиция отрицания сводится к тому, что сама постановка вопроса о создании теории всего является неправомерной и в принципе неверифицируемой. На критику редукционистского толка Решер приводит аргументы, что объяснение отдельных частей чего-либо не дает объяснения объекта в целом, а на критику с позиции отрицания утверждает, что постановка вопроса важна, и, очевидно, не бессмысленна.